# Baie de la Petchora
Pour les articles homonymes, voir Petchora.
Ne doit pas être confondu avec mer de Petchora.
La baie de la Petchora (en russe : Печорская губа) est une baie située à l'embouchure du fleuve Petchora dans le district autonome de Nénétsie, dans l'oblast d'Arkhangelsk en Russie.